# Trebuchiw
Trebuchiw (ukrainisch Требухів; russisch Требухов Trebuchow) ist ein Dorf in der ukrainischen Oblast Kiew mit etwa 5546 Einwohnern (2020).

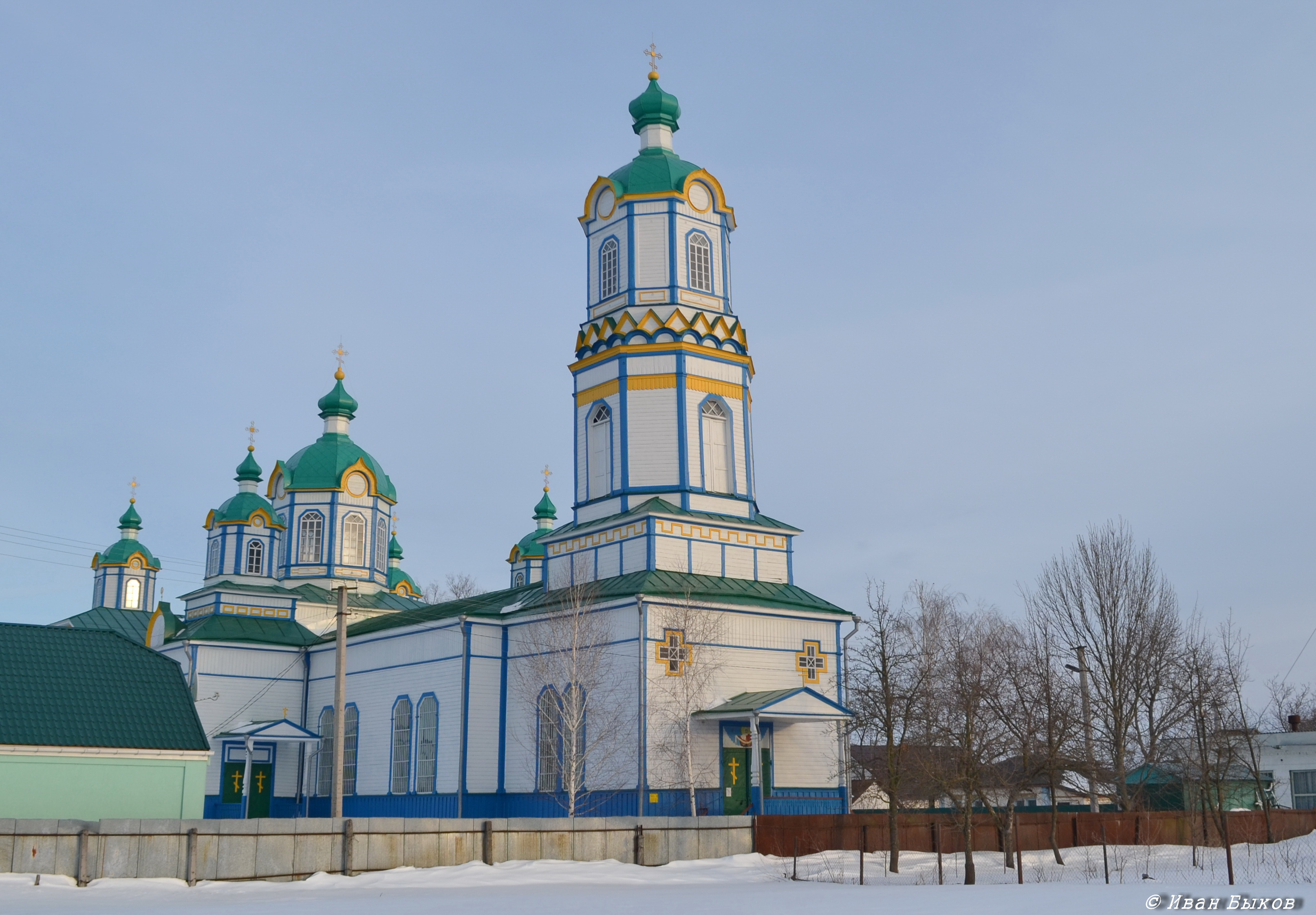

Das 1627 erstmals erwähnte Dorf liegt an der Territorialstraße T–10–26 9 km östlich vom Rajonzentrum Browary und etwa 30 km östlich vom Zentrum der  Hauptstadt Kiew. Im Norden grenzt Trebuchiw an das Dorf Krassyliwka.
Am 12. Juni 2020 wurde das Dorf ein Teil der neugegründeten Stadtgemeinde Browary, bis dahin bildete es zusammen mit dem Dorf Peremoschez (Переможець) die gleichnamige Landratsgemeinde Trebuchiw (Требухівська сільська рада/Trebuchiwska silska rada) im Südwesten des Rajons Browary.